# The The
The The es un grupo musical inglés, formado inicialmente por Matt Johnson en el año 1979. Es el único miembro que ha permanecido constantemente en la banda desde su creación. Desde entonces ha vendido millones de álbumes a nivel internacional.

## Miembros

### Miembros actuales
- Matt Johnson - Voz, guitarras
- Eric Schermerhorn - Guitarras
- Earl Harvin - Percusión

### Miembros anteriores
- Matt Johnson - Voz, guitarras
- Johnny Marr - Guitarras (1988–1994) (miembro también de The Smiths)
- J. G. Thirlwell - Percusión (1979–2006)
- Jools Holland - Piano (1982)
- Steve Hogarth - Piano (1986)
- Thomas Leer - Teclados (1979–1983)
- Sinéad O'Connor - Vocalista (1988–1989)
- Neneh Cherry - Vocalista (1985–1986)
- Anna Domino - Vocalista (1985–1986)
- James Eller - Bajo (1988–1994)
- Gail Ann Dorsey - Guitarra (1994–1996)
- Dave Palmer - Percusión (1988–1994)
- Keith Laws - Teclados
- D.C. Collard - Teclados (1991–1997)

## Discografía

### Álbumes
- Gadgetree, c/GADGETS. Final Solution (diciembre de 1979)
- Love, Curiosity, Freckles & Doubt, c/GADGETS. Final Solution (diciembre de 1980)
- Burning Blue Soul, c/Matt JOHNSON. 4.a.d. (agosto de 1981) - UK #65
- The Blue Album, c/GADGETS. Glass (enero de 1983)
- Soul Mining. Epic (octubre de 1983) - UK #27
- Infected. Epic (noviembre de 1986) - POP #89; UK #14
- Mind Bomb. Epic (mayo de 1989) - POP #138; UK #4
- Dusk. Epic (enero de 1993) - POP #142; UK #2
- Solitude (versiones alternas y remezclas). Epic (1994)
- Hanky Panky. Epic (febrero de 1995) - UK #28
- NakedSelf. Nothing-Interscope (febrero de 2000) - UK #45
- 45 RPM: The Singles Of The The (recopilación). Epic (mayo de 2002) - UK #60
- London Town 1983-1993 (4xcd, recopilación). (julio de 2002)

### Sencillos
- "Controversial Subject / Black And White". 4.a.d. (julio de 1980)
- "Cold Spell Ahead / Hot Ice". Some Bizarre (septiembre de 1981)
- "Uncertain Smile / Three Orange Kisses From Kazan". Epic (octubre de 1982) - UK #68
- "Uncertain Smile / Waiting For The Upturn". Epic (diciembre de 1982)
- "Perfect / The Nature Of Virtue". Epic (febrero de 1983)
- "This Is The Day / Mental Healing Process". Epic (septiembre de 1983) - UK #71
- "Uncertain Smile / Dumb As Death's Head". Epic (noviembre de 1983)
- "Sweet Bird Of Truth / Harbour Lights / Sleeping Juice". Epic (mayo de 1986)
- "Heartland / Born In The New S.A.". Epic (julio de 1986) - UK #29
- "Infected / Disturbed". Epic (octubre de 1986) - UK #48
- "Slow Train To Dawn / Harbour Ligths". Epic (enero de 1987) - UK #64
- "Sweet Bird Of Truth / Sleeping Juice". Epic (mayo de 1987) - UK #55
- "The Beat(en) Generation / Angel". Epic (febrero de 1989) - MOD #13; UK #18
- "Gravitate To Me / The Violence Of Truth". Epic (julio de 1989) - MOD #15; UK #63
- "Armageddon Days (Are Here Again) / Armageddon Days (Are Here Again) - orchestral". Epic (septiembre de 1989) - UK #70
- "Jealous Of Youth / Beyond Love". Epic (febrero de 1990) - MOD #7; UK #54
- Shades Of Youth EP ["Jealous Of Youth" / "Another Body Drowning" (en vivo) / "Solitude" / "Dolphins"]. Epic (febrero de 1991)
- "Dogs Of Lust / The Violence Of Truth". Epic (enero de 1993) - MOD #2; UK #25
- Slow Motion Replay EP ["Slow Motion Replay" / "Dogs Of Lust" (spermicide mix 1) / "Dogs Of Lust" (germicide mix 2) / "Dogs Of Lust" (squirmicide mix 3)]. Epic (abril de 1993) - UK #35
- Love Is Stronger Than Death EP ["Love Is Stronger Than Death" / "The Sinking Feeling" (en vivo) / "The Mercy Beat" (en vivo) / "Armageddon Days (Are Here Again)" (en vivo)]. Epic (junio de 1993) - MOD #14; UK #39
- Dis-Infected EP ["This Was The Day" / "Dis-Infected" / "Helpline Operator" (sick boy mix) / "Dogs Of Lust" (germicide mix)]. Epic (enero de 1994) - UK #17
- I Saw The Light EP ["I Saw The Light" / "I'm Free At Last" / "Someday You'll Call My Name" / "There's No Room In My Heart For The Blues"]. Epic (enero de 1995) - MOD #24; UK #31
- The Shrunkenman EP ["Shrunken Man" / "Shrunken Man" (Daau mix) / "Shrunken Man" (John Parish mix) / "Shrunken Man" (Foetus mix)]. Nothing-Interscope (abril de 2000)
- Pillarbox Red EP. Nothing-Interscope (junio de 2002)

MOD: Billboard Modern Rock Tracks Chart; UK: UK Singles Chart